# 6022 Jyuro
6022 Jyuro è un asteroide della fascia principale. Scoperto nel 1992, presenta un'orbita caratterizzata da un semiasse maggiore pari a 2,2358350 UA e da un'eccentricità di 0,0563775, inclinata di 4,62585° rispetto all'eclittica.
L'asteroide è dedicato all'astrofilo giapponese Jurō Kobayashi.